# Ошитко Ольга Володимирівна

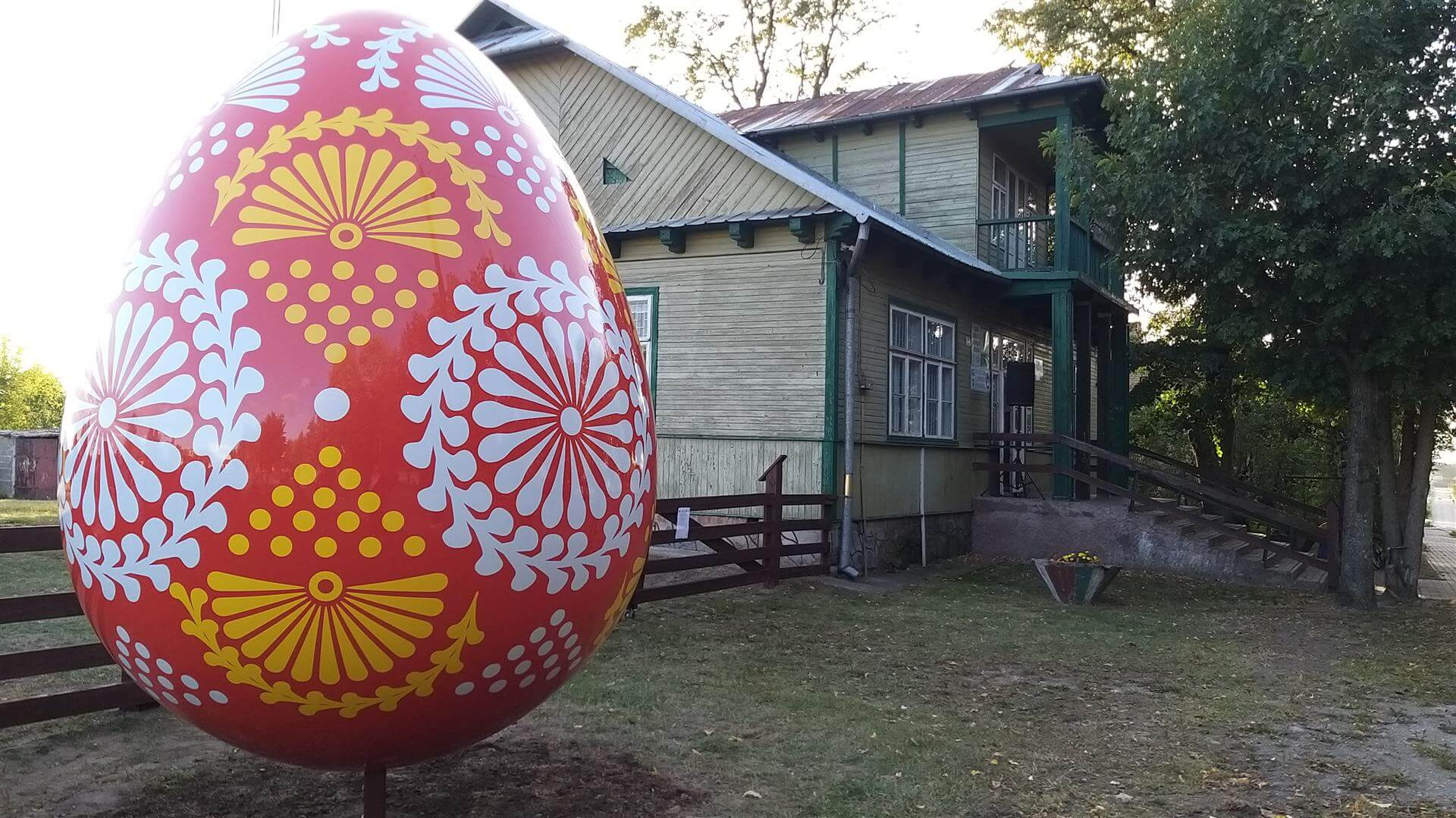

Ольга Оши́тко (сценічне ім'я — Покутська Писанка) — українська співачка, Заслужена артистка естрадного мистецтва України[джерело?], лауреат Міжнародних та Всеукраїнських пісенних фестивалів і конкурсів.

## Дитинство
Народилася у місті Тлумач Івано-Франківської обл. (Покуття). В шестирічному віці отримала титул Королеви в конкурсі «Міні-Панночка». Здобула перемоги на дитячих пісенних конкурсах «Зірки Покуття», «Перлини Придністров'я», «Карпатські соловейки» та ін.
Початкову освіту здобула у Гімназії №1 та музичній школі (клас фортепіано).

## Творчість
Перемагала на фестивалях «Молода Галичина», «Доля», «Мелодія», «Сузір'я», «Золотий тік», «Родина», «Дзвони Лемківщини», «Наша земля — Україна», «Бойківська ватра», «Пісенний вернісаж», «Європа — Центр» та інших.
У творчому доробку має понад сто лауреатств, є володаркою п'ятьох «Гран Прі»:
- Всеукраїнського фестивалю дитячого та юнацького мистецтва «Веселі канікули осені»,
- Міжнародного фестивалю української естрадної пісні «На хвилях Світязя»,
- Всеукраїнського фестивалю-конкурсу «Азовські вітрила»,
- Міжнародного фестивалю «Галицькі перехрестя»
- телевізійного фестивалю «Горицвіт».

Оля — переможниця телевізійних програм «Зірки — на сцену!» і «Крок до зірок». Брала участь в концертах-бенефісах і авторських вечорах Раїси Кириченко, Ніни Матвієнко, Івана Поповича, Іво Бобула, Тараса Петриненко, Степана Гіги, Віктора Герасимова, Михайла Поплавського, Оксани Білозір, Вадима Крищенка, Миколи Луківа, Андрія Демиденка, Степана Галябарди та інших.
Двічі представляла Прикарпаття на творчих звітах майстрів мистецтв і художніх колективів, які проходили в столичному Палаці «Україна»: «Пісні Карпат лунають над Дніпром» і «Різдво в Карпатах». Дипломантка конкурсу газети «Голос України».
Виступала в Німеччині, Австрії, Італії, Росії, Польщі, Румунії, Молдові тощо.
В репертуарі співачки домінує народна пісня (найчастіше — в сучасній обробці). Співпрацюють з нею композитори Олександр Злотник, Геннадій Татарченко, Олександр Чернега, Руслан Бащенко, Володимир Домшинський, Леонід Попернацький, Володимир Кузнєцов та інші.

## Дискографія
- CD «Покутська Писанка» (2007)

## Відео
- «Писанка-зорянка»
- «Десять Господніх заповідей»
- «Сива зозуленько»
- «Мій рідний край»
- «Глибока кирниця»

## Публікації
- Мистецький Олімп України — Оля Ошитко
- Золоте сузір'я України — Оля Ошитко
- Юная участница XIV Международного гуцульского фестиваля Оля Ошитко
- Покутська писанка
- «Коронация слова» провела XII Церемонию награждения!
- Перемога у Берліні
- Співачці Олі Ошитко присвячено книжку "Покутська Писанка"
- Ольга Ошитко на церемонії "Золоті письменники України"
- Портрети сучасниць. Книга пошани. Ольга Ошитко